# Apiciopsis subsignata
Apiciopsis subsignata är en fjärilsart som beskrevs av W. Warren 1906. Apiciopsis subsignata ingår i släktet Apiciopsis och familjen mätare. Inga underarter finns listade i Catalogue of Life.